# Ортолыкское сельское поселение
Ортолыкское се́льское поселе́ние — муниципальное образование в Кош-Агачском муниципальном районе Республики Алтай Российской Федерации.
Административный центр — село Ортолык.

## История
Статус и границы сельского поселения установлены Законом Республики Алтай от 13 января 2005 года № 10-РЗ «Об образовании муниципальных образований, наделении соответствующим статусом и установлении их границ».

## География
Озёра: Красногорское, Янкель, Имбишь и др.

## Население
| 2010 | 2011 | 2012 | 2013 | 2014 | 2015 | 2016 | 2017 | 2018 |
| ---- | ---- | ---- | ---- | ---- | ---- | ---- | ---- | ---- |
| 688  | ↗690 | ↘683 | ↘662 | ↘660 | ↘646 | ↗658 | ↘637 | ↘632 |
| 2019 | 2020 | 2021 |      |      |      |      |      |      |
| ↘616 | ↗632 | ↗757 |      |      |      |      |      |      |

## Состав сельского поселения
| № | Населённый пункт | Тип населённого пункта       | Население |
| - | ---------------- | ---------------------------- | --------- |
| 1 | Ортолык          | село, административный центр | ↗757      |